# Mixocera latilineata
Mixocera latilineata là một loài bướm đêm trong họ Geometridae.